# Sulayman al-Mahri
Sulayman ibn Ahmed ibn Sulayman al-Mahri était un célèbre navigateur arabe.
Ce navigateur originaire d'un port de l'Hadramaout, a vécu dans la première moitié du XVIe siècle.
On le nommait « Al-Mahri », parce qu'il descendait d'un membre de la tribu des Mahara.
Il a écrit en 1511 plusieurs traités de navigation et d'astronomie nautique ainsi que des instructions nautiques décrivant les différentes routes maritimes, qui ont été traduites par un amiral turc, Sidi Ali.